# Zakočno zračenje
Zakočno zračenje, kočno zračenje ili bijela radijacija je elektromagnetsko zračenje (uključujući sinkrotronsko zračenje) koje nastaje pri ubrzanju slobodne električki nabijene čestice. U užem smislu, to je zračenje kojim elektroni gube energiju i bivaju usporeni pri prolazu kroz tvari. Naziv je (prema njem. Bremsstrahlung) uveo A. Sommerfeld 1909. pri proučavanju rendgenskoga zračenja što ga zaustavljanjem u materijalima proizvode elektroni, prethodno ubrzani u elektronskoj cijevi. Općenito je riječ o rendgenskom zračenju ili o gama-zračenju, emitiranom u međudjelovanju elektrona s atomskim jezgrama u tvari. Za razumijevanje i proračun udarnoga presjeka zakočnoga zračenja u materijalima potrebno je poznavanje kvantne mehanike. Spektar je toga zračenja kontinuiran, te se s povećavanjem energije elektrona pomiče prema višim frekvencijama i jačeg je intenziteta. Takvo se zračenje naziva spontanim, prema analogiji sa spontanom emisijom fotona od strane vezanih elektrona. Inducirano zakočno zračenje emitiraju slobodni elektroni koji su pritom usporeni, analogno je induciranoj emisiji fotona vezanih elektrona.  Zakočno zračenje prati i beta-raspade atomskih jezgara i računa se kao korekcija za radijaciju pri beta raspadu (unutarnje zakočno zračenje). Energija takvoga rendgenskoga zračenja, stvorenog u kulonskom polju jezgre radioaktivnog atoma, ograničena je maksimalnom energijom nuklearnoga prijelaza.
Pojava se događa kad jako pozitivno električno polje jezgre djeluje na upadni negativni elektron. Tada on skreće s putanje pri čemu mu se kinetička energija smanji. Razlika stanja razine kinetičke energije u vremenu, to jest prije i poslije skretanja s putanje emitira se kao X-kvant odnosno rendgenska zraka. Blizina jezgre i početna energija elektrona upravno je srazmjerna energiji X-fotona. Što je elektron bliže prošao jezgri i što mu je početna energija veća, to je veća i energija X-fotona. Prolaskom kroz anodu upadni elektroni postupno gube energiju. Razlog je prolazak kroz električna polja jezgara na različitim udaljenostima. Svako skretanja rezultira gubitkom dijela energije. Zbog toga emitiranog rendgenskog zračenja mogu imati bilo koju energiju do maksimalne energije. Tim putem nastaje kontinuirani spektar X-zračenja. Kočno zračenje (kontinuirani spektar) je jedna od dviju komponenta spektra rendgenskog zračenja. Druga je karakteristično zračenje (linijski spektar).

## Zakočno zračenje, tvorba para elektron-pozitron, kaskade
Kad elektroni prolaze kroz atmosferu, oni gube trajno energiju ionizirajući materiju. No za vrlo brze elektrone mnogo veće značenje od ionizacije ima kočenje na teškim atomskim jezgrama. Kad se elektron približi nekoj atomskoj jezgri, njeno jako električno polje otklanja brzu česticu s pravca. Pri tom mogu biti elektroni elastično raspršeni, bez gubitka energije, ali također mogu emitirati kvante svjetlosti (fotone). Raspršenje uz emisiju kvanta svjetlosti znači znatan gubitak energije, pa ćemo taj proces nazvati zakočnim zračenjem. Gubitak energije elektrona zbog zakočnog zračenja sukladan (proporcionalan) je samoj energiji elektrona, i prema tome je taj proces to snažniji, što elektron ima veću energiju. Za male energije prevladava gubitak energije ionizacijom, a za velike energije gubitak zračenjem. Ionizacija je sukladna (proporcionalna) rednom broju elementa Z, dok je zakočno zračenje proporcionalno sa Z2. Kritične energije dane su za neke tvari:
| Kemijska tvar | Zrak | Voda  | Aluminij | Željezo | Olovo |
| ------------- | ---- | ----- | -------- | ------- | ----- |
| Ek (MeV)      | 103  | 114,6 | 55,56    | 25,88   | 6,93  |

U kozmičkim zrakama odlučnu ulogu imaju procesi, gdje su energije mnogo veće od kritične energije. Prema tome, zakočno zračenje mnogo je važnije od ionizacije. Pri kočenju elektrona na atomskim jezgrama mogu biti emitirani kvanti svjetlosti različitih energija. Nas zanimaju samo kvanti velikih energija, to jest znatno većih od energije mirovanja elektrona m∙c2. Ti kvanti svjetlosti dalje jure s kozmičkim zrakama i proizvode različite učinke. Jedan od najvažnijih je Comptonov učinak, pri kojem kvanti svjetlosti bacaju elektrone s velikim brzinama. Ti sekundarni elektroni opet dalje ioniziraju i zrače. U različitim tvarima elektroni će na različitim duljinama emitirati kvante svjetlosti velikih energija. Za pojedine tvari svojstvene su one valne duljine na kojoj brzi elektron prosječno proizvede jedan kvant svjetlosti velike energije.
| Kemijska tvar | Zrak | Voda | Aluminij | Željezo | Olovo |
| ------------- | ---- | ---- | -------- | ------- | ----- |
| λ (cm)        | 34,2 | 43,4 | 9,8      | 1,84    | 0,525 |

Tipični kvantni procesi opažaju se kad kvanti svjetlosti vrlo velikih energija prolaze kroz materijal. Iznosi li energija kvanta svjetlosti više od 2∙m∙c2, tad je energetski moguć proces da kvant svjetlosti proizvede istovremeno jedan elektron i jedan pozitron. Te procese od najveće općenite važnosti prorekla je Diracova relativistička teorija, a pronašli su ih P. Blackett i G. Occhialini 1932. Istodoban postanak jedne pozitivno nabijene čestice i jedne negativno nabijene čestice nužan je iz zakona o održanju elektriciteta, jer kvant svjetlosti ne nosi električni naboj. Vidi se da nije moguće da se takav proces dogodi u praznom prostoru. Uzmimo, da energija kvanta svjetlosti potpuno prijeđe u energiju elektrona i pozitrona:
{\displaystyle h\cdot \nu =m'\cdot c^{2}+m''\cdot c^{2}}
gdje je: m ' - masa elektrona u gibanju, m" - masa pozitrona. Dijeleći tu jednadžbu s c, dobivamo na lijevoj strani impuls kvanta svjetlosti. Ako je načelo o održanju energije ispunjeno, tad sigurno nije načelo o održanju impulsa. Elektron i pozitron imaju zajedno impuls m'∙v' + m"∙v" , a to je prema prethodnoj jednadžbi manje od impulsa kvanta svjetlosti:
{\displaystyle {\frac {h\cdot \nu }{c}}>m'\cdot v'+m''\cdot v''}
Prenese li kvant svjetlosti svoju energiju na elektron i pozitron, tad mora dio svojega impulsa ostaviti negdje drugdje. Pri tvorbi para elektron-pozitron potrebna je prisutnost materije. Teška atomska jezgra može preuzeti znatan dio impulsa kvanta svjetlosti, a da ipak, zbog svoje teške mase, ne primi veće količine energije.
Pokusima su Blackett i Occhialini našli, da tvrde gama-zrake, kad prolaze kroz Wilsonovu komoru, proizvode u plinu komore ili u metalnim listićima parove pozitrona i elektrona. Valna duljina gama-zraka mora biti manja od h/2∙m∙c, što znači da kvanti moraju imati veću energiju od 2∙m∙c2. Ako je valna duljina gama zraka veća, tvorba para izostaje.
Prolazeći kroz materiju, pozitroni ne ostaju sačuvani. Oni se poništavaju pri susretu s elektronima. Pokusima se opaža da iščezavanje pozitrona prati emisija gama-zraka, koje imaju kvante s energijom m∙c2. Prema tome, moraju pri uništenju elektrona i pozitrona nastati dva kvanta svjetlosti. To je jasno kad pomislimo da je ukupan impuls pozitrona i elektrona vrlo malen. Načelo o očuvanju impulsa moguće je zadovoljiti samo tako da dva kvanta svjetlosti velikih impulsa odlete u suprotnim smjerovima.
U kozmičkim zrakama dolaze kvanti svjetlosti dovoljno velikih energija, tako da tvorba parova elektrona i pozitrona učesta u velikom broju. Tako neobične u našim prilikama na Zemlji, uzajamne pretvorbe između gama-zraka i parova elektrona i pozitrona dobivaju dominantno značenje u kozmičkim zrakama. Kvanti svjetlosti, koji jure u kozmičkim zrakama, mogu naletom na atomske jezgre proizvesti parove elektrona i pozitrona. Prvobitnim česticama u kozmičkim zrakama pridolaze parovi novih koje dalje jure s golemom energijom prema Zemlji. Novi elektroni i pozitroni, kočeći se na atomskim jezgrama, emitiraju opet kvante svjetlosti velikih energija, koji ponovo dalje stvaraju nove parove. Taj proces, takozvana kaskada, traje sve dotle dok se cjelokupna energija prvobitne čestice ne razdijeli na elektrone, pozitrone i kvante svjetlosti malih energija koje atmosfera apsorbira. Takve kaskade protežu se u atmosferi više stotina metara i obuhvataju više stotina čestica, koji poput pljuska kiše padnu na naše aparate.
Kozmički pljuskovi u atmosferi dobro su proučeni pokusima. Stvaranje kaskadnih elektrona i pozitrona po svoj prilici je uzrokom, da se jakost kozmičkih zraka dolaskom iz svemira pojača i dosegne svoj maksimum na visini na visini od 17 000 metara nad morem. Kad kozmičke zrake nalete na atmosferu, u njima se najprije tvorbom parova broj elektrona i pozitrona umnaža, što znači povećanje jakosti i ionizacijske sposobnosti. Zatim atmosfera apsorbira elektrone manjih energija, i jakost kozmičkih zraka pada prema dolje.
Tvorbu jedne kaskade možemo pratiti i na mnogo kraćem putu tako da kozmičke zrake pustimo kroz tvari, mnogo gušće od zraka. Da elektron kozmičkih zraka emitira kočenjem na atomskim jezgrama kvant svjetlosti velike energije, potrebno je da prođe 340 m zraka, 430 mm vode, 100 mm aluminija ili 5 mm olova. Kad elektron kozmičkih zraka padne na ploču olova, on već u prvim milimetrima emitira kvante svjetlosti dovoljno velike energije da u daljnjim milimetrima puta proizvedu parove. Stavljajući pred kozmičke zrake olovne ploče različite debljine, možemo točno pratiti kako broj elektrona i pozitrona u kaskadi ovisi o debljini olova. U početku taj broj raste s debljinom ploče, dok ne dosegne maksimum, a zatim opet pada. Iz broja elektrona i pozitrona u maksimumu kaskade može se procijeniti početna energija čestica koja je proizvela kaskadu. Gruba procjena daje da je broj elektrona u maksimumu kaskade jednak omjeru između primarne energije elektrona, koji je izazvao kaskadu, i kritične energije:
{\displaystyle n_{max}\approx {\frac {E_{0}}{E_{k}}}}
Ovu jednadžbu lako je razumjeti. Energija primarnog elektrona razdijeli se posredstvom zakočnog zračenja na energije sekundarnih elektrona. Kad energija elektrona padne ispod Ek, tad prevladava ionizacija, i elektroni bivaju apsorbirani. Ukupan broj elektrona s energijom iznad Ek u bitnom je dan omjerom E0/Ek. Za olovo je Ek jednak 7 MeV. Uzmemo li za energiju kozmičkog elektrona na morskoj površini vrijednost oko 3 000 MeV, dobivamo da je u maksimumu kaskade broj elektrona jednak 500. Točna teorija daje nešto manji broj. Matematički strogu teoriju kaskada razvili su, uz zanemarenje ionizacije, H. J. Bhabha i Heitler 1937. i nezavisno od njih Carlson i Oppenheimer. Godinu dana kasnije našli su L. D. Landau i Rumer vrlo uspješnu metodu za tretiranje kaskade. Utjecaj ionizacije kasnije su uzeli u račun I. J. Tamm i Belenky.

## Vanjske poveznice
|  | Zajednički poslužitelj ima još gradiva o temi Zakočno zračenje |